# صراع، معره النعمان
صراع (به عربی: صراع) یک روستا در سوریه است که در ناحیه سنجار واقع شده‌است. صراع ۹۱۴ نفر جمعیت دارد.